# El Clásico

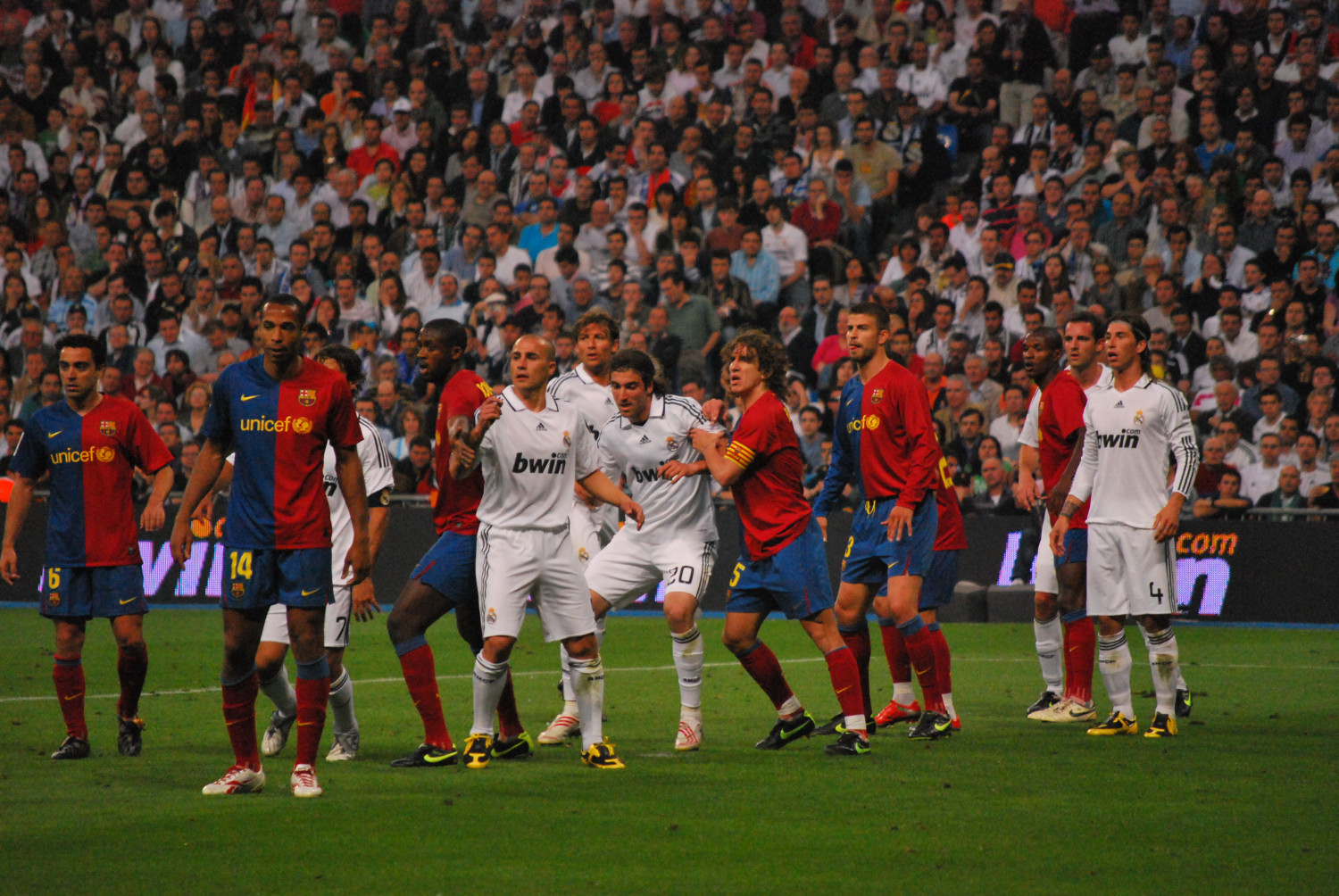
Zápas Realu Madrid a FC Barcelona

El Clásico (španělská výslovnost [el ˈklasiko], katalánsky El Clàssic, výslovnost [əɫ ˈkɫasik]), známé též jako El derbi español, je výraz pro nejprestižnější fotbalové utkání ve Španělsku. Jedná se o utkání Realu Madrid s FC Barcelona. Koná se alespoň dvakrát ročně ve španělské lize, navíc se oba týmy mohou střetnout i v pohárech jako Copa del Rey nebo v Evropských pohárech i v Lize mistrů UEFA. Po finále Ligy Mistrů je tento duel nejsledovanějším fotbalovým zápasem na světě, mohou ho sledovat až stovky milionů lidí. Prestiž duelu vychází z rivality obou týmů – Madrid a Barcelona jsou dvě největší španělská města a oba kluby se řadí mezi nejlepší a nejbohatší na světě. K 6. 5. 2018 vede Real Madrid o tři výhry (bez přátelských zápasů). Rivalita mívá i politický podtext – Real Madrid se řadí ke španělskému nacionalismu a FC Barcelona představuje nacionalismus katalánský.

## Historie rivality
Počátky vyhrocení rivality najdeme ve 30. letech 20. století během prvních pokusů o osamostatnění Katalánska. Během diktatury Primo de Rivery a zejména Francisca Franca byli Katalánci otevřeně utlačováni[zdroj⁠?!] a klub se pro ně stal symbolem národní soudržnosti a reprezentantem svobody (Més que un club – víc než klub). Útlak se pak logicky nevyhnul ani Barceloně, která přišla o domácí hřiště i o některé hráče. Největší podnět nenávisti pochází ze Španělské občanské války, kdy byl (na jejím počátku) v Madridu zavražděn tehdejší prezident Barcelony Josep Sunyol.. Další přiložení do ohně se odehrálo v roce 1953. Právě v tomto roce podepsali Real i Barcelona současně smlouvu s Argentincem Alfredo di Stéfanem. Spor musela rozsoudit až FIFA, která vynesla absurdní rozsudek, že si oba kluby musí hráče půjčovat, na což Barca nepřistoupila a nároku na hráče se vzdala. Ten pak s Realem vyhrál 5× Pohár mistrů evropských zemí a stal se jeho největší hvězdou v historii.
V poslední době[kdy?] můžeme pozorovat nové vyhrocení rivality mezi kluby. To vygradovalo příchodem nového trenéra José Mourinha na lavičku Realu. Tím se napětí přeneslo přímo na hrací plochu, kde je znatelná frustrace hráčů Realu z nepřicházejících trofejí, na které klub kvalitu má. V roce 2011 se odehrálo už 6 vzájemných duelů a mnohé z nich končily vyloučením hráčů některého z klubů.

## Zápasy
| Klub         | Zápasy | Vítězství | Remízy | Góly |
| ------------ | ------ | --------- | ------ | ---- |
| FC Barcelona | 260    | 103       | 52     | 431  |
| Real Madrid  | 260    | 105       | 52     | 437  |